# Zijkniptang

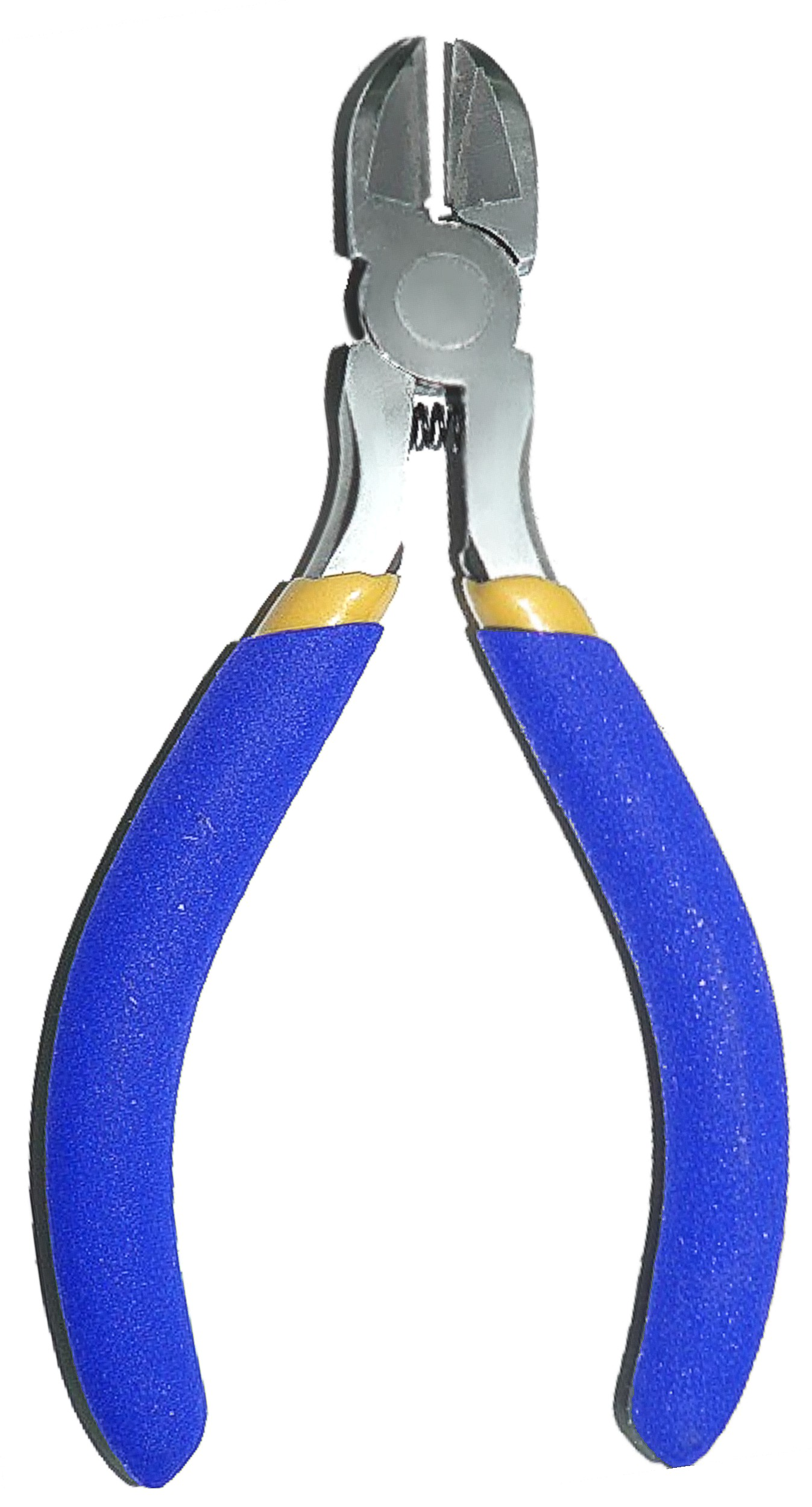
Zijsnijtang

Een zijkniptang, ook wel zijsnijtang of ook kortweg kniptang genoemd, is een tang waarvan het snijvlak aan de zijkant zit. 
De tang bestaat uit twee benen die door middel van een scharnier met elkaar verbonden zijn. De benen worden als hefboom gebruikt om kracht te zetten op de stalen bek die voorzien is van de snijvlakken.
De zijkniptang wordt voornamelijk gebruikt voor het knippen van koperdraden en dunne ijzerdraden. Een gewone zijkniptang is minder geschikt voor het knippen van zwaardere metalen delen zoals draadnagels of ijzeren staalkabels. Daarvoor wordt een kopkniptang gebruikt, die meestal voorzien is van langere benen en dus een grotere hefboom heeft.
Een betonschaar is gemaakt om geharde metalen voorwerpen zoals kettingen en kabels door te knippen.
Een nageltang is een type zijkniptang dat een gekromd snijvlak heeft en ontworpen is voor het knippen van vinger- en teennagels.